# Aenictus hilli
Aenictus hilli é uma espécie de formiga do gênero Aenictus.